# Smilax rotundifolia
Smilax rotundifolia är en enhjärtbladig växtart som beskrevs av Carl von Linné. Smilax rotundifolia ingår i släktet Smilax och familjen Smilacaceae. Inga underarter finns listade.

## Bildgalleri

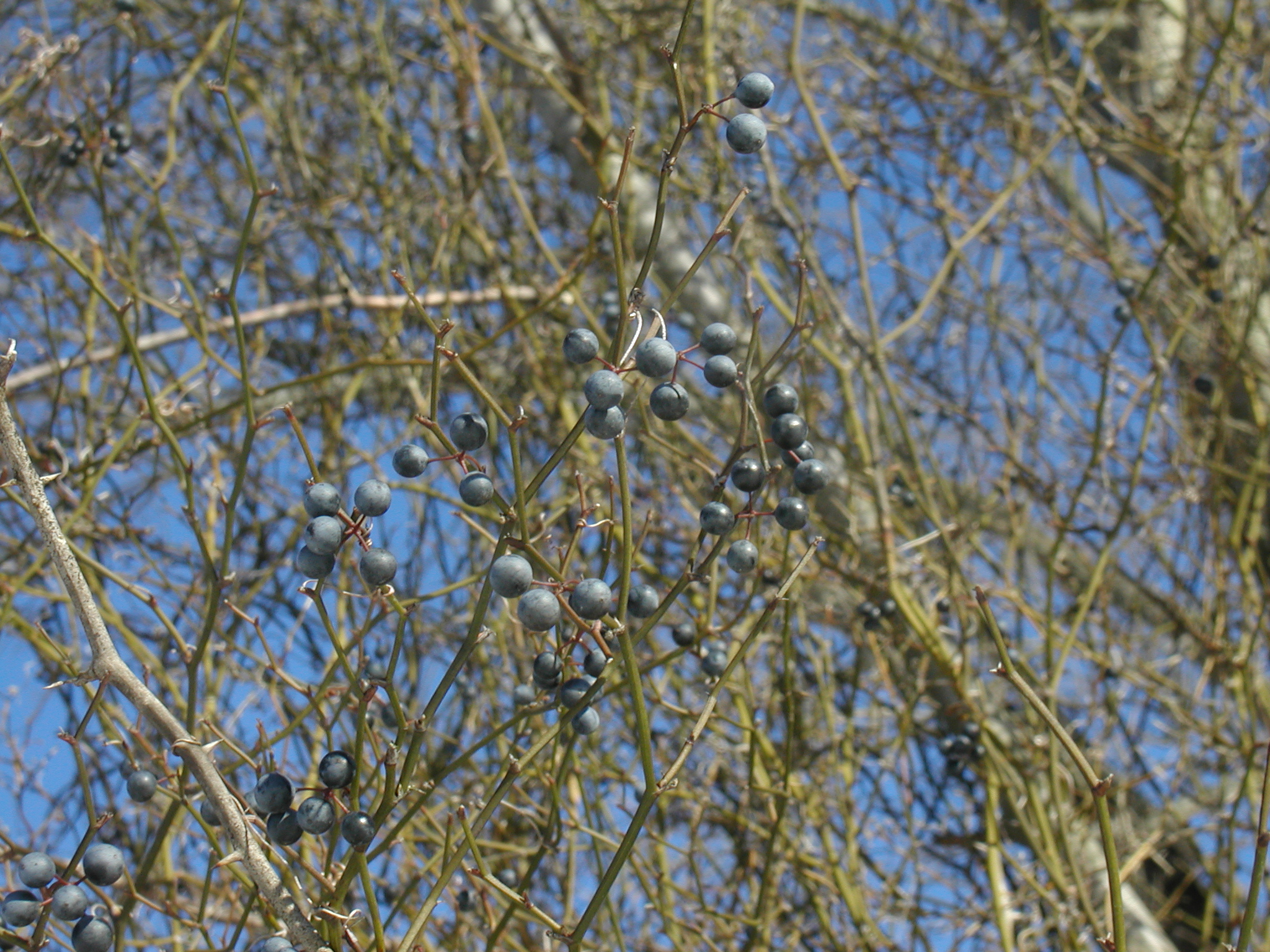
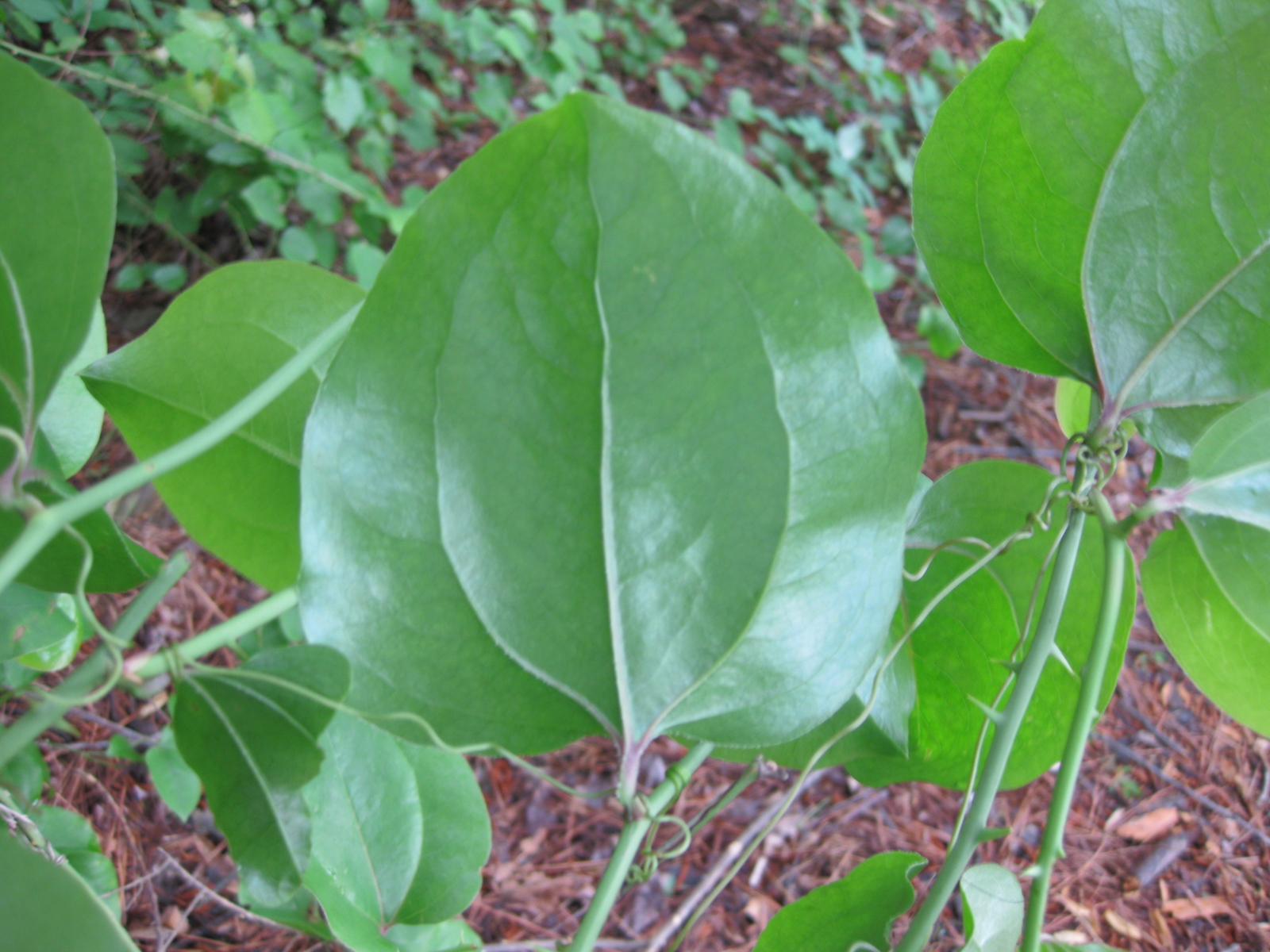
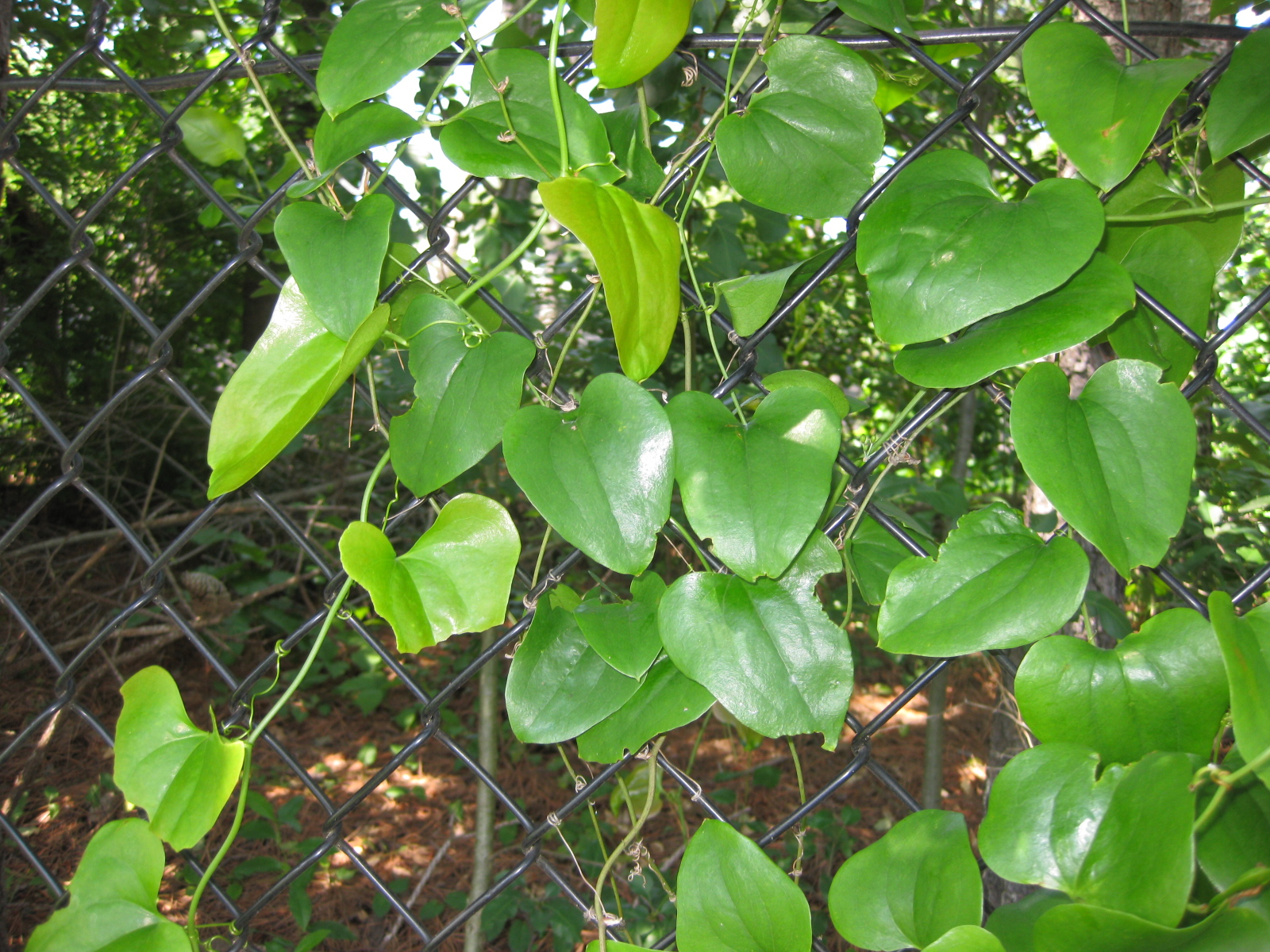
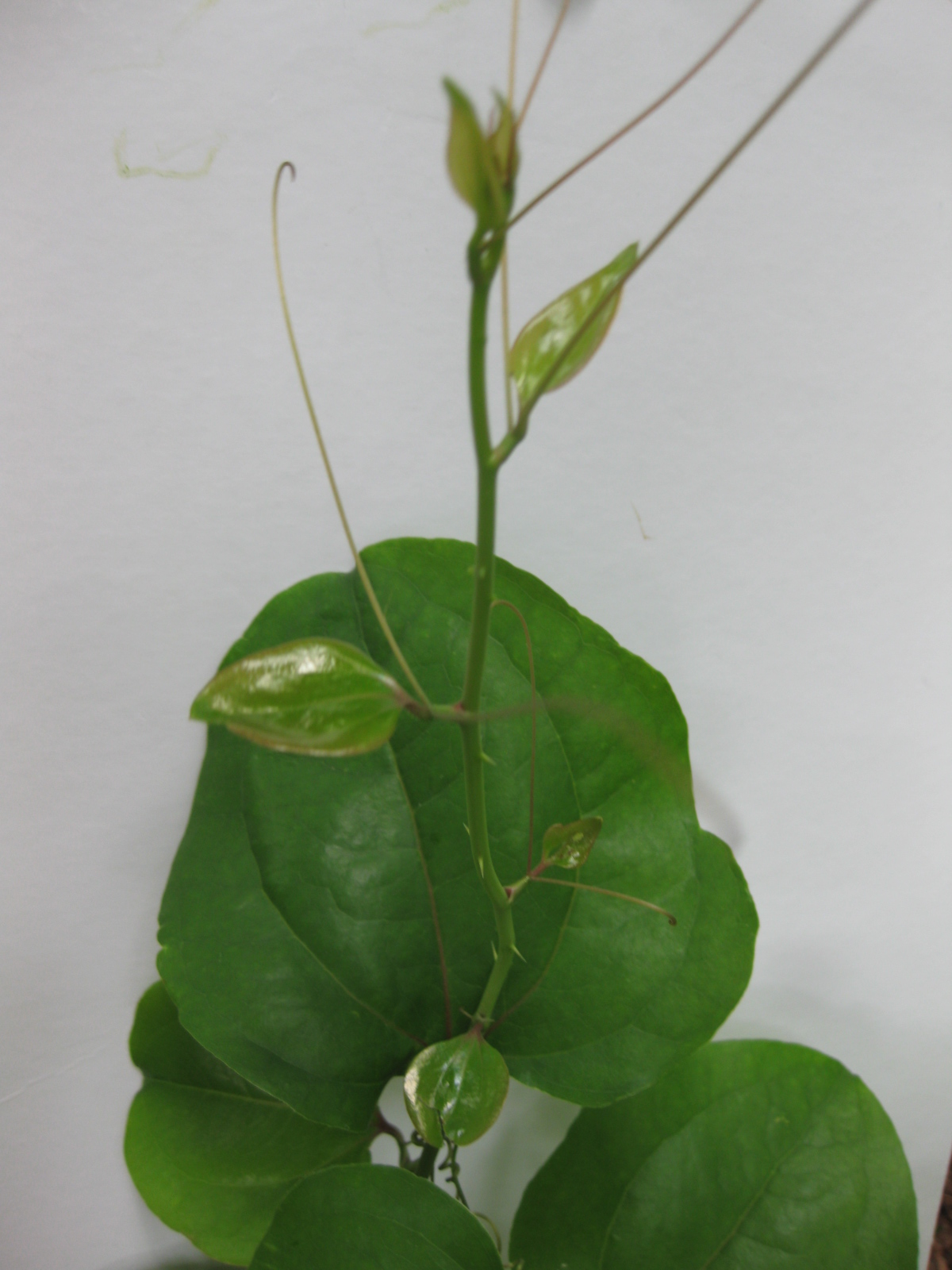